# روبرت بنجامين غرينبلات
روبرت بنجامين غرينبلات هو طبيب توليد ‏ كندي، ولد في 1906، وتوفي في 27 سبتمبر 1987.